# 歐塞奇縣 (奧克拉荷馬州)
歐塞奇縣（英語：Osage County），又譯奧塞奇縣，是美国奧克拉荷馬州東北部的一個縣，北鄰堪薩斯州，面積5,967平方公里，是全州面積最大的縣。根據2020年美國人口普查，共有人口45,818人，縣治波哈斯卡。該縣成立於1907年11月16日，縣名來自歐塞奇族。該縣與歐塞奇族印第安人保留區同域。